# Observatorio de Reedy Creek
El Observatorio Astronómico de Reedy Creek (nombre original en inglés: Reedy Creek Observatory) es un lugar de observaciones de objetos próximo a la Tierra, propiedad de John Broughton, un astrónomo australiano.

## Datos geográficos
El código de la Unión Astronómica Internacional (IAU) del observatorio Reedy Creek es 428.
El observatorio se encuentra a 66 M s. n. m. en Gold Coast, Queensland, Australia.